# Castell de Baltadvaris
El Castell Baltadvaris (en lituà: Baltadvari Pilis) és un edifici senyorial fortificat, classificat com un castell-bastió, en ruïnes situat a la vora de Videniškiai al districte Molėtai de Lituània.

## Història
El castell junt amb les fortificacions va ser construït per mestres constructors suecs en el segle xvi, en un recolze del riu Siesartis, per tal d'assegurar la defensa de l'antic camí des de Vílnius a Riga contra els atacs de Livònia. A partir del segle xvii el castell va perdre la seva funció defensiva i les fortificacions van acabar en ruïnes. Avui només en queden els fonaments i part de les parets i de les portes del castell, juntament amb la resta de diversos cellers. L'edifici principal s'ha renovat i forma un complex anomenat Baltadvaris.

## Estudis arqueològics
Des de 1987 la zona va ser estudiat per l'Institut de Restauració de Monuments i des de 1999 a 2001 per l'arqueòleg Albinas Kuncevičius de la Universitat de Vílnius. El castell està situat en una superfície de 21 hectàrees i ubicata | una planta irregular de 120 x 200 metres. S'havien mantingut la porta d'entrada, ruïnes de pedra de la primera planta, la fonamentació de la torre, un terraplè de terra de 60 m de llarg per 3,5 a 4 m d'alçada amb restes de fusta de les torres de defensa als angles.